# José Pessoa Cavalcanti de Albuquerque
José Pessoa Cavalcanti de Albuquerque, brazilski maršal, * 1885, † 1959.